# Кордоба, Виктор
Ви́ктор Ко́рдоба (исп. Víctor Córdoba; род. 15 марта 1962, Пунта-Алегре, Панама) — панамский боксёр, представитель средних весовых категорий. Боксировал на профессиональном уровне период 1981—1999 годов, владел титулом чемпиона мира по версии Всемирной боксёрской ассоциации (WBA).

## Биография
Виктор Кордоба родился 15 марта 1962 года в поселении Пунта-Алегре провинции Дарьен, Панама.
Дебютировал в боксе на профессиональном уровне в мае 1981 года. В начале боксёрской карьеры не имел большого успеха, так, из первых четырёх поединков не смог выиграть ни одного — один проиграл, тогда как в трёх других была ничья.
Однако впоследствии Кордоба показывал более высокие результаты, сделал достаточно длинную победную серию, выигрывал бои за рубежом, в частности в Монако, Колумбии, Великобритании, Франции. Стал чемпионом Панамы и чемпионом Латинской Америки в средней весовой категории по версии Всемирной боксёрской ассоциации (WBA).
Наконец, в 1991 году удостоился права оспорить титул чемпиона мира WBA во втором среднем весе, который на тот момент принадлежал непобеждённому французу Кристофу Тьоззо (28-0). Кордоба отправился во Францию и выиграл чемпионский бой техническим нокаутом в девятом раунде, забрав пояс чемпиона себе. Кроме того, в этом поединке он получил статус линейного чемпиона во второй средней весовой категории.
Полученный титул Виктор Кордоба сумел защитить один раз, нанеся первое в карьере поражение итальянскому проспекту Винченцо Нардьелло (17-0).
В рамках второй защиты в сентябре 1992 года в Лас-Вегасе вышел на ринг против американца Майкла Нанна (37-1), но уступил ему раздельным решением судей и лишился чемпионского пояса. Спустя несколько месяцев между ними состоялся матч-реванш — противостояние вновь продлилось все отведённые 12 раундов, и на сей раз судьи отдали победу Нанну единогласным решением.
Кордоба оставался действующим боксёром вплоть до 1999 года, хотя выступал сравнительно редко и каких-то значимых побед больше не одерживал. В общей сложности он провёл на профи-ринге 31 бой, из них 22 выиграл (в том числе 16 досрочно), 6 проиграл, тогда как в трёх случаях была зафиксирована ничья.